# Liste der Monuments historiques in Boresse-et-Martron
Die Liste der Monuments historiques in Boresse-et-Martron führt die Monuments historiques in der französischen Gemeinde Boresse-et-Martron auf.

## Liste der Bauwerke
| Bezeichnung       | Beschreibung              | Standort | Kennzeichnung | Schutzstatus | Datum     | Bild           |
| ----------------- | ------------------------- | -------- | ------------- | ------------ | --------- | -------------- |
| Kirche Notre-Dame | Erbaut im 12. Jahrhundert | (Lage)   | PA00104627    | Inscrit      | 1949 2000 | weitere Bilder |

## Liste der Objekte
| Bezeichnung                           | Beschreibung                                               | Standort                                                | Kennzeichnung | Schutzstatus | Datum | Bild |
| ------------------------------------- | ---------------------------------------------------------- | ------------------------------------------------------- | ------------- | ------------ | ----- | ---- |
| Weihrauchfass und Weihrauchschiffchen | Kupfer, vergoldet, 18. Jahrhundert                         | ehemals in der Kirche Notre-Dame, 1998 gestohlen (Lage) | PM17000043    | Classé       | 1971  |      |
| Einfriedung des Taufbeckens           | Gusseisen, 19. Jahrhundert                                 | in der Kirche Notre-Dame (Lage)                         | PM17001845    | Inscrit      | 1999  |      |
| Gemälde Saint Pierre au coq           | Gemälde mit Rahmen; Öl auf Leinwand, Holz, 18. Jahrhundert | in der Kirche Notre-Dame (Lage)                         | PM17001844    | Inscrit      | 1999  |      |
| Prozessionskreuz                      | Holz, Silber, Gold, 15. Jahrhundert                        | in der Kirche Notre-Dame (Lage)                         | PM17000042    | Classé       | 1922  |      |